# Japón (pel·lícula)
Japón és l'opera prima del director mexicà Carlos Reygadas, estrenada en 2002 en la secció Quinzena de Realitzadors del 55è Festival Internacional de Cinema de Canes. És una pel·lícula dramàtica sobre un home amb una crisi existencial, viatja a un poble rural llunyà per a intentar suïcidar-se.

## Argument
La pel·lícula tracta sobre un home que travessa una forta crisi existencial pel que abandona la ciutat de Mèxic per anar-se al camp i preparar la seva mort. Allí s'allotja amb una vella vídua índia en la seva esgavellada casa amb vista a un desolat canó. En la immensitat d'una salvatge, i imponent naturalesa, s'enfronta a la infinita humanitat de la senyora gran i oscil·la entre la crueltat i el lirisme. Els seus esmussats sentits tornen, despertant els seus desitjos i instints per la vida i la sexualitat.

## Repartiment
- Alejandro Ferretis com l'home[2]
- Magdalena Flores com Ascen[2]
- Yolanda Villa com Sabina[2]
- Martín Serrano com Juan Luis[2]
- Rolando Hernández
- Bernabe Pérez
- Fernando Benítez com Fernando
- Carlo Reygadas Barquín com el caçador

## Producció
És el primer llargmetratge del director mexicà Carlos Reygadas, va ser filmat en l'estat d'Hidalgo en Cinemascope de 16 mm. El títol no té relació amb el contingut de l'obra, perquè està ambientada en una zona serrana de Mèxic. La majoria dels personatges són persones sense estudis actorales, residents l'estat d'Hidalgo.

## Recepció i crítiques
En 2002 va guanyar l'esment especial del premi Càmera d'Or del 55è Festival Internacional de Cinema de Canes. A.O. Scott del diari The New York Times va descriure l'obra com a «abstracta, prefereix la metafísica a la narrativa convencional» i se sent «quan l'ombra dels núvols apareixen a la vista, es té la sensació d'humitat». A més va recalcar que «els personatges irradien un fatalisme, especialment Ascen, amb un rostre enigmàtic».»
Peter Bradshaw del diari britànic The Guardian va dir que «és una bella pel·lícula contemplativa», va descriure l'«opera prima de Reygadas com un treball miraculós i ple de confiança». El lloc web Rotten Tomatoes reporta una acceptació del 80%. A causa de diverses escenes que exposen crueltat cap als animals, el Consell Britànic de Classificació de Pel·lícules va exigir el tall de diverses escenes per a la seva projecció en cinemes britànics, Fou situada al número 100 de la llista de les 100 millors pel·lícules de tots els temps de The Moving Arts Film Journal.

## Premis
- 2002 Festival Internacional de Cinema de Bratislava, Gran Premi per a Carlos Reygadas
- 2002 Festival Internacional de Cinema de Bratislava, Premi del Jurat Ecumènic per Carlos Reygadas
- 2002 55è Festival Internacional de Cinema de Canes, Càmera d'Or - Menció especial per a Carlos Reygadas
- 2002 Festival Internacional de Cinema d'Edimburg, Premi al nou director per a Carlos Reygadas
- 2002 Festival Internacional de Cinema de Rio de Janeiro, Millor pel·lícula llatinoamericana per Carlos Reygadas
- 2002 Festival Internacional de Cinema de São Paulo, Premi de la Crítica - Menció Honorífica per a Carlos Reygadas
- 2002 Festival Internacional de Cinema de Tessalònica, millor director per Carlos Reygadas
- 2002 Festival Internacional de Cinema d’Estocolm, Premi del Públic per Carlos Reygadas
- 2002 Festival de Cinema de l'Havana, Millor primera obra per a Carlos Reygadas
- 2003 Festival Internacional de Cinema de Tromsø, Premi Aurora - Menció especial per a Carlos Reygadas
- 2003 Festival Internacional de Cinema Independent de Buenos Aires, Millor actor per Alejandro Ferretis
- 2003 Festival Internacional de Cinema de Guadalajara, Millor guió per a Carlos Reygadas
- Festival internacional de cinema de Guadalajara 2003, millor direcció artística per a Alejandro Reygadas
- XLVI edició dels Premis Ariel: 7 nominacions i dos premis (millor opera prima i millor argument original).[6]